# ACCOBAMS
Das Übereinkommen zum Schutz der Wale des Schwarzen Meeres, des Mittelmeeres und der angrenzenden Atlantischen Zonen (Agreement on the Conservation of Cetaceans of the Black Sea, Mediterranean Sea and Contiguous Atlantic Area, ACCOBAMS) ist ein multilaterales Umweltabkommen, welches am 24. November 1996 in Monaco unterzeichnet wurde. Es trat am 1. Juni 2001 in Kraft.

## Ziel
Ziel des Abkommens ist der verbesserte Schutz der Wale. Dies soll durch detaillierte Schutzpläne und verbesserte nationale Gesetzgebung in den beteiligten Staaten erreicht werden. Unter anderem sollen der gezielte Fang von Walen verboten und spezielle Schutzgebiete eingerichtet werden. Des Weiteren sollen die wissenschaftliche Erforschung und die Information der Öffentlichkeit gefördert werden.

## Organisation

### Entstehung
ACCOBAMS entstand durch eine Zusammenarbeit der Sekretariate von drei anderen internationalen Umweltschutzabkommen, des Übereinkommens von Barcelona, der Bonner Konvention und der Berner Konvention. Die Bukarest-Konvention kam später hinzu. Erste Koordinationen der Vertreter der drei erstgenannten Organisationen fanden bereits am 26. und 27. Oktober 1992 in Athen statt, wo auch ein Handlungsplan verabschiedet wurde. Die wesentlichen Vertragsverhandlungen wurden aber vom 26. bis zum 30. September 1995 und vom 18. bis zum 24. November 1996 in Monaco vorgenommen, wo das Abkommen dann auch unterzeichnet wurde.

### Vertragsstaaten
Bislang wurde das Abkommen von 21 Staaten unterzeichnet (Stand: Mai 2008). Sieben weitere Staaten gelten als potentielle Mitglieder, da deren Staatsgebiet direkt in Verbindung mit dem im Vertrag bezeichneten Schutzgebiet steht. Darüber hinaus bestünde auch die Möglichkeit eines Beitritts der Europäischen Union.

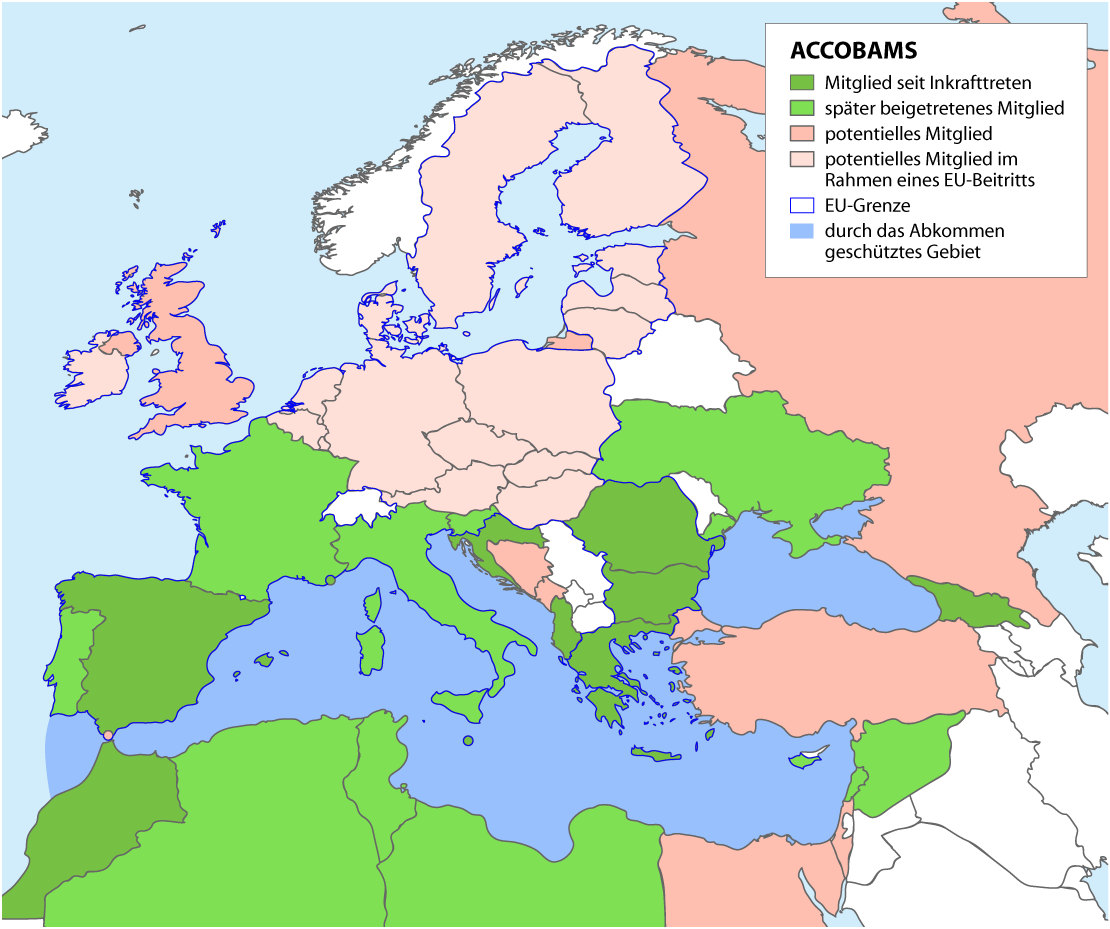
Karte der ACCOBAMS-Mitgliedsstaaten und der geschützten Meere

Unterzeichnerstaaten bzw. potentielle Mitglieder (Datum des Inkrafttretens):
- Ägypten (bislang nicht beigetreten)
- Albanien (1. Oktober 2001)
- Algerien (1. Dezember 2007)
- Bosnien und Herzegowina (bislang nicht beigetreten)
- Bulgarien (1. Juni 2001)
- Europäische Union (bislang nicht beigetreten)
- Frankreich (1. Juni 2004)
- Georgien (1. Juni 2001)
- Griechenland (1. Juni 2001)
- Israel (bislang nicht beigetreten)
- Italien (1. September 2005)
- Kroatien (1. Juni 2001)
- Libanon (1. März 2005)
- Libyen (1. September 2002)
- Malta (1. Juni 2001)
- Marokko (1. Juni 2001)
- Monaco (1. Juni 2001)
- Montenegro (bislang nicht beigetreten)
- Portugal (1. Januar 2005)
- Rumänien (1. Juni 2001)
- Russland (bislang nicht beigetreten)
- Slowenien (1. Dezember 2006)
- Spanien (1. Juni 2001)
- Syrien (1. Juni 2002)
- Tunesien (1. Januar 2002)
- Türkei (bislang nicht beigetreten)
- Ukraine (1. Januar 2004)
- Vereinigtes Königreich (bislang nicht beigetreten)
- Zypern (1. Mai 2006)

### Struktur
Das Treffen der Unterzeichnerstaaten ist das Entscheidungsgremium des Abkommens. Es findet mindestens alle drei Jahre statt. Dabei können auch Vertreter anderer Internationaler Organisationen wie der Vereinten Nationen oder anderer Umweltabkommen Beobachter zu den Treffen entsenden.
Das permanente Sekretariat des Abkommens befindet sich in Monaco. Zu seinen Aufgaben zählen unter anderem die Vorbereitung des Treffens der Unterzeichnerstaaten, die Koordination zwischen den Mitgliedsstaaten, die Unterstützung bei der Implementierung von Schutzmaßnahmen sowie die Verwaltung der Finanzen.
Eine wichtige Rolle spielen auch die Partnerorganisationen von ACCOBAMS. Zu ihnen zählen vor allem Organisationen, welche im Besitz von technischer Ausrüstung zum Schutz von Walen sind. Das Abkommen selbst unterhält keine technische Ausrüstung zur Erforschung oder zum Schutz von Walen. Deshalb ist ACCOBAMS auf die Ausrüstung der Mitgliedsstaaten oder der Partnerorganisationen angewiesen.
Zu den Partnerorganisationen gehören Stand Mai 2008:
Jahr des Beginns der Partnerschaft
- Alnitak Marine Environment Research and Education centre (2007)
- American Society of International Law – International Environmental Law Group (2002)
- The Biological Conservation Research Foundation (BICREF) (2006)
- Blue World Institute of Marine Research and Conservation (2004)
- Brema Laboratory (2002)
- Conservación, Información e Investigación en Cetáceos (CIRCE) (2004)
- Ecole Pratique des Hautes Etudes (EPHE) (2003)
- European Cetacean Society (ECS) (2002)
- Groupe de Recherche sur les Cétacés (GREC) (2005)
- Israel Marine Mammal Research & Assistance Center (IMMRAC) (2004)
- International Fund for Animal Welfare (2004)
- Istituto Centrale per la Ricerca Applicata al Mare (ICRAM) (2002)
- Morigenos – Marine Mammal Research and Conservation Society (2005)
- National Institute for Marine Research and Development „Grigore Antipa“ (2002)
- Nature Trust (Malta) (2005)
- OceanCare (2003)
- Oceana (2007)
- Ozeanographisches Museum Monaco (2002)
- Pelagos Cetacean Research Institute (2002)
- Souffleurs d'Ecume (2007)
- Spanish Cetacean Society (SEC) (2003)
- Swiss Cetacean Society (SCS) (2002)
- Syrian Society for the Conservation of Wildlife (SSCW) (2007)
- Tethys Research Institute (2002)
- Universität Genua – Fachbereich Biologie (2005)
- Universität Malta – Conservation Biology Research Group (2005)
- Universität Valencia (2002)
- Whale and Dolphin Conservation Society (WDCS) (2004)
- World Conservation Union (IUCN) (2004)
- WWF Mediterranean Programme Office (2007)

## Geografischer Geltungsbereich
Die durch das Abkommen geschützten Bereiche umfassen das Mittelmeer, das Schwarze Meer einschließlich aller Buchten, aller mit den Meeren direkt in Verbindung stehenden Binnengewässer und alle Gewässer, welche diese Meere miteinander verbinden, sowie einen Teil des Atlantiks westlich der Straße von Gibraltar.
In Artikel I. 1. a) des Abkommens ist dies folgendermaßen geregelt:
- Das Schwarze Meer wird im Südwesten durch die Linie der Kaps Kelaga und Dalyan (Türkei) begrenzt.
- Das Mittelmeer ist im Osten durch das Ende der Dardanellen zwischen den Leuchttürmen von Mehmetcik und Kumkale (Türkei) sowie im Westen von dem durch den beim Leuchtturm von Kap Spartel verlaufenden Meridian am Eingang der Straße von Gibraltar begrenzt.
- Das angrenzende Gebiet des Atlantiks westlich der Straße von Gibraltar ist im Osten durch den beim Leuchtturm von Kap Spartel verlaufenden Meridian und im Westen durch die Linie vom Leuchtturm von Kap St. Vincent (Portugal) und Casablanca (Marokko) begrenzt.

## Geschützte Wale

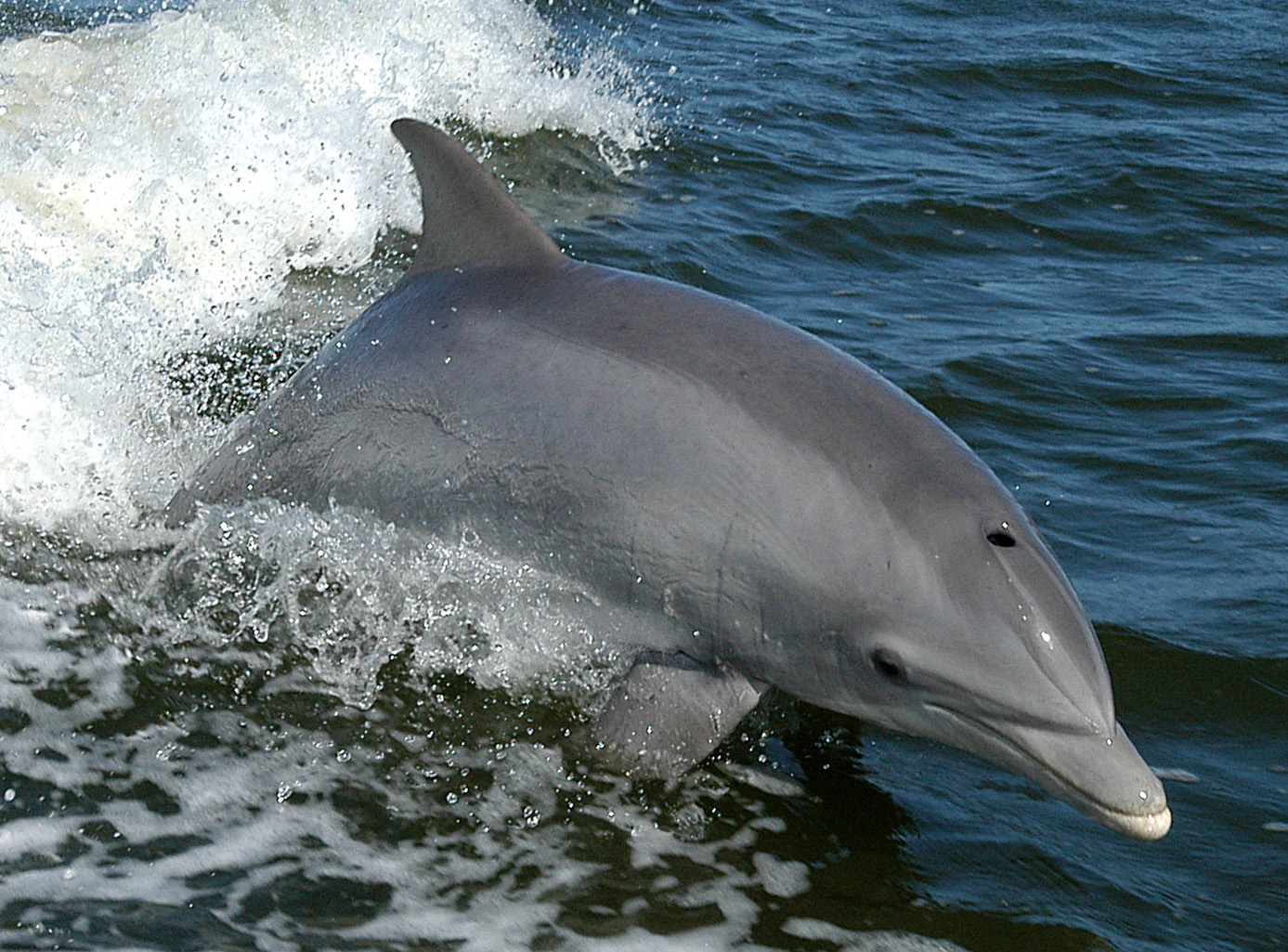
Der Große Tümmler, welcher sowohl im Mittelmeer als auch im Schwarzen Meer vorkommt, steht unter dem Schutz von ACCOBAMS.

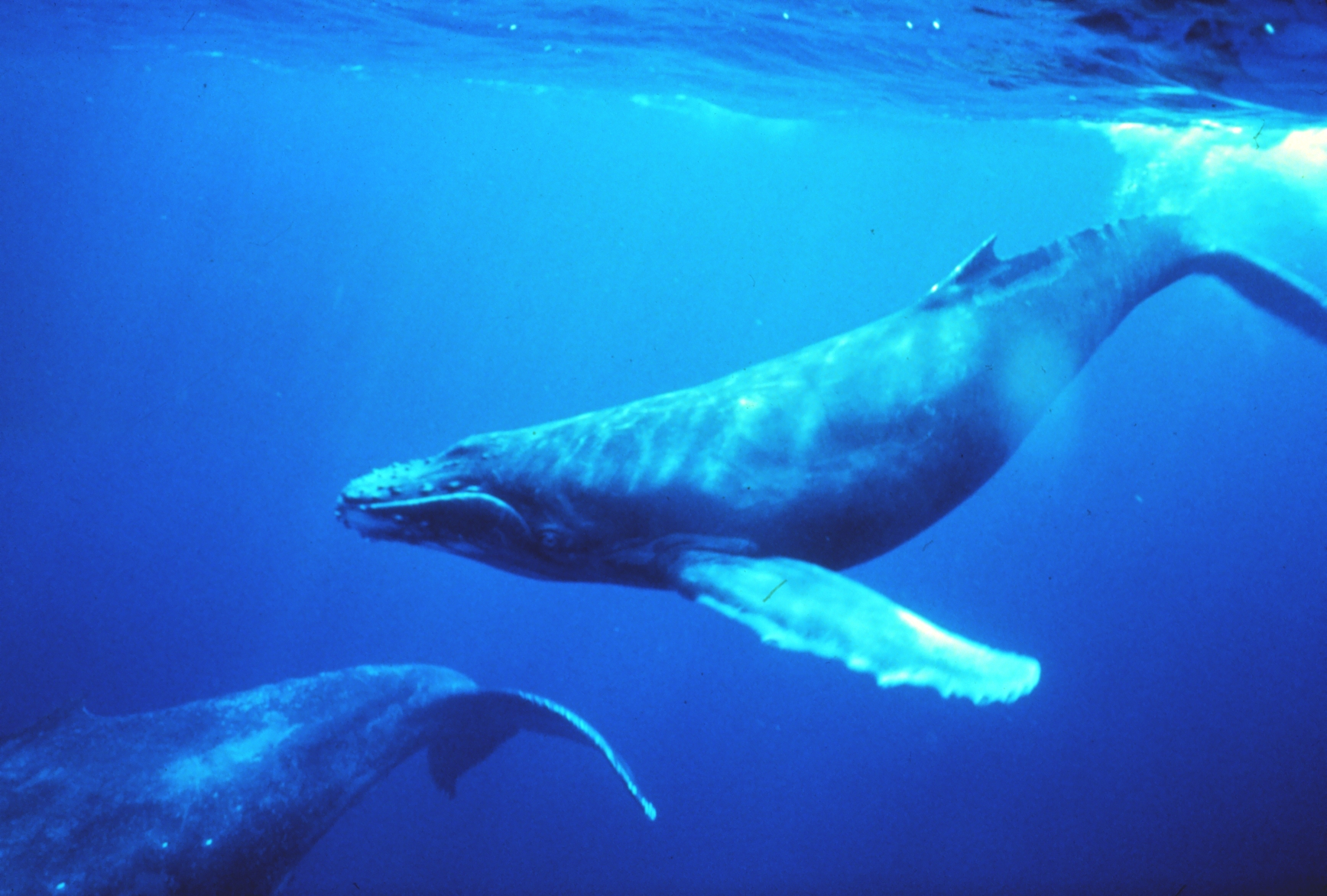
Auch Buckelwale, die sich gelegentlich im westlichen Teil des Mittelmeeres finden, werden ausdrücklich im Vertragstext genannt.

Das Abkommen bezieht sich auf folgende Wale (Annex 1 des Vertrages):
Schwarzes Meer:
- Phocoenidae (Schweinswale)
  - Phocoena phocoena (Gewöhnlicher Schweinswal)
- Delphinidae (Delfine)
  - Tursiops truncatus (Großer Tümmler)
  - Delphinus delphis (Gemeiner Delfin)

Mittelmeer und Atlantik
- Phocoenidae (Schweinswale)
  - Phocoena phocoena (Gewöhnlicher Schweinswal)
- Delphinidae (Delfine)
  - Steno bredanensis (Rauzahndelfin)
  - Grampus griseus (Rundkopfdelfin)
  - Tursiops truncatus (Großer Tümmler)
  - Stenella coeruleoalba (Blau-Weißer Delfin)
  - Delphinus delphis (Gemeiner Delfin)
  - Pseudorca crassidens (Kleiner Schwertwal)
  - Orcinus orca (Großer Schwertwal)
  - Globicephala melas (Grindwal)
- Ziphiidae (Schnabelwale)
  - Mesoplodon densirostris (Blainville-Schnabelwal)
  - Ziphius cavirostris (Cuvier-Schnabelwal)
- Physeteridae (Pottwale)
  - Physeter macrocephalus (Pottwal)
- Kogiidae (Zwergpottwale)
  - Kogia simus (Kleiner Pottwal)
- Balaenidae (Glattwale)
  - Eubalaena glacialis (Atlantischer Nordkaper)
- Balaenopteridae (Furchenwale)
  - Balaenoptera acutorostrata (Nördlicher Zwergwal)
  - Balaenoptera borealis (Seiwal)
  - Balaenoptera physalus (Finnwal)
  - Megaptera novaeangliae (Buckelwal)

Auch alle nicht in dieser Liste aufgeführten Wale, welche sich gelegentlich oder versehentlich in dem durch das Abkommen bezeichneten Gebiet aufhalten, stehen unter dem Schutz des Abkommens.